# Sterna hirundinacea
La sterna del Sudamerica (Sterna hirundinacea, Lesson, 1789), è un uccello della sottofamiglia Sterninae nella famiglia Laridae.

## Sistematica
Sterna hirundinacea non ha sottospecie: è monotipica.

## Distribuzione e habitat
Questa sterna nidifica nel Perù meridionale, in Cile, in Brasile (dallo stato di Espírito Santo verso sud), in Argentina fino alla Terra del Fuoco e sulle Isole Falkland. Nell'inverno australe, le popolazioni più meridionali migrano in Uruguay, Ecuador o nello stato brasiliano di Bahia.